# 海湾战争
海灣戰爭又稱第一次波斯灣戰爭，是指1990年8月2日至1991年2月28日期間，由美国领导的35個國家組成的聯軍和伊拉克之間的一場局部戰爭。前期部队集合期间代号沙漠盾牌行动（英語：Operation Desert Shield，1990年8月2日 – 1991年1月17日），战斗阶段代号沙漠風暴行动（英語：Operation Desert Storm，1991年1月17日 – 1991年2月28日）。1990年8月2日，伊拉克軍隊入侵科威特，推翻科威特政府，並宣布科威特的「回歸」以及大伊拉克的“统一”。以美國為首的多國部隊在取得聯合國授權，準備充分後於1991年1月17日正式開始對科威特和伊拉克境內的伊拉克軍隊發動軍事行動，主要戰鬥包括長達42天的空襲、在伊拉克南部和沙特阿拉伯邊境地帶展開的歷時100小時的陸戰後很快停火。伊拉克最終接受聯合國安理會第660號決議，並從科威特撤軍回國。面對擁有兩伊戰爭等豐富實戰經驗的敵人，聯合國部隊一度準備充分，但卻以輕微的代價就取得決定性勝利，重創伊拉克軍隊精銳。
這次戰爭是美軍自越南戰爭後主導參加的第一場局部地區大戰，也是第一場聯合國會員國之間的戰爭。在戰爭中，美軍首次將大量高科技武器投入實戰，特別是空軍使用各式制導炸彈從航空母艦出擊，展示了壓倒性的制空、制電子優勢，使得號稱百萬雄師的伊拉克陸軍完全無法招架，新型現代戰爭並首次透過人造衛星進行電視直播，給全世界留下了深刻的印象。同時，儘管大大強化了美軍在該地區與國際的軍事存在，但從大的歷史角度回顧來說，此次歷時數月的中東軍事危機雖然出奇制勝，卻只是完成小目標讓對方同意撤離科威特，戰爭主要在科威特發生，而衝擊規模並沒有進一步蔓延，達到重大政治事變的程度，伊拉克境內的城市大致仍被伊政府部隊維持穩定，故未能同時一舉剷除掉海珊政權，不過透過波灣戰爭，美軍進一步加強了與波斯灣地區國家的軍事、政治合作，其後美國動用了強力制裁與十余年的軍事部署來全面對付薩達姆政府，為後續長達近9年、而且充滿爭議的第二次波斯灣戰爭埋下了伏筆。

## 術語
- 「沙漠風暴行動」（Operation Desert Storm）。
- 「沙漠軍刀行動」（Operation Desert Sabre），前期名為「沙漠之劍行動」（Operation Desert Sword）。
- 「幼鹿行動」（Opération Daguet）。
- 「沙漠告別行動」，偶爾也作「沙漠平靜行動」（Operation Desert Calm）。
- 「格蘭比行動（英语：Operation Granby）」。
- 「摩擦行動（英语：Operation Friction）」。
- 「蝗蟲行動」（Operazione Locusta）。

分成以下三大戰役：
- 「保衛沙烏地阿拉伯之國」（Defense of Saudi Arabian country）

階段：1990年8月2日 → 1991年1月16日
- 「解放與保衛科威特」（Liberation and Defense of Kuwait）

階段：1991年1月17日 → 1991年4月11日
- 「停火西南亞」（Southwest Asia Cease-Fire）

階段：1991年4月12日 → 1995年11月30日
包含：「提供舒適行動」（Operation Provide Comfort）

## 背景

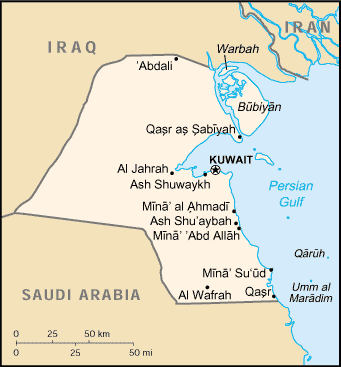
科威特地图

第一次世界大戰前，科威特是隸屬於鄂圖曼土耳其帝國的巴士拉州的一個自治“卡扎”。第一次世界大戰期間英國保護科威特，並占領美索不達米亞，之後成立伊拉克王國，但伊拉克以科威特曾經屬於巴士拉地區為由對科威特提出領土要求，而後在阿拉伯國家聯盟協調下平息爭議。
1980年代的兩伊戰爭期間，伊拉克積欠部分阿拉伯國家巨額債務，其中科威特的部分為140億美元。伊拉克希望石油輸出國組織減少石油產量，提高石油價格，這樣它可以償還這筆債務。而科威特提高了其產量，使得油價下降，希望以此來迫使伊拉克解決它們之間的邊境爭執。此外伊拉克指責科威特借兩伊戰爭的機會在伊拉克境內建立軍事基地。伊拉克聲明，它作為其它阿拉伯國家與伊朗之間的緩衝地在兩伊戰爭中為所有阿拉伯國家做了貢獻，因此科威特和沙特阿拉伯應該免除伊拉克的戰爭貸款。
兩伊戰爭幾乎破壞了伊拉克在波斯灣的所有港口設施，摧毀了它對外運輸能力；而許多伊拉克人認為兩伊戰爭再次爆發是必然的，因此為了伊拉克的安全起見，必需佔據更多的地區，尤其是在離戰場較遠的、相對比較安全的海港。於是科威特就成了目標。
入侵科威特一事上被伊拉克宣傳為阿拉伯民族主義以支持其合法性。科威特被描寫為伊拉克自古以來的一部分，被英帝國主義者分割，而佔據科威特則是建立大阿拉伯聯盟的一步。此外，在宣傳中還有其它一些說法。除了阿拉伯民族主義的名義外，薩達姆·侯賽因還稱佔領科威特是重建巴比倫帝國的一步。中東的其它一些事件也與入侵科威特有關——巴勒斯坦大起義正在如火如荼，而幾乎所有的阿拉伯國家如科威特、沙特阿拉伯和埃及都對西方國家有依賴性，於是薩達姆努力將自己建立成一個能站起來反抗以色列和美國的政治家形象。

## 戰前的伊拉克和美國

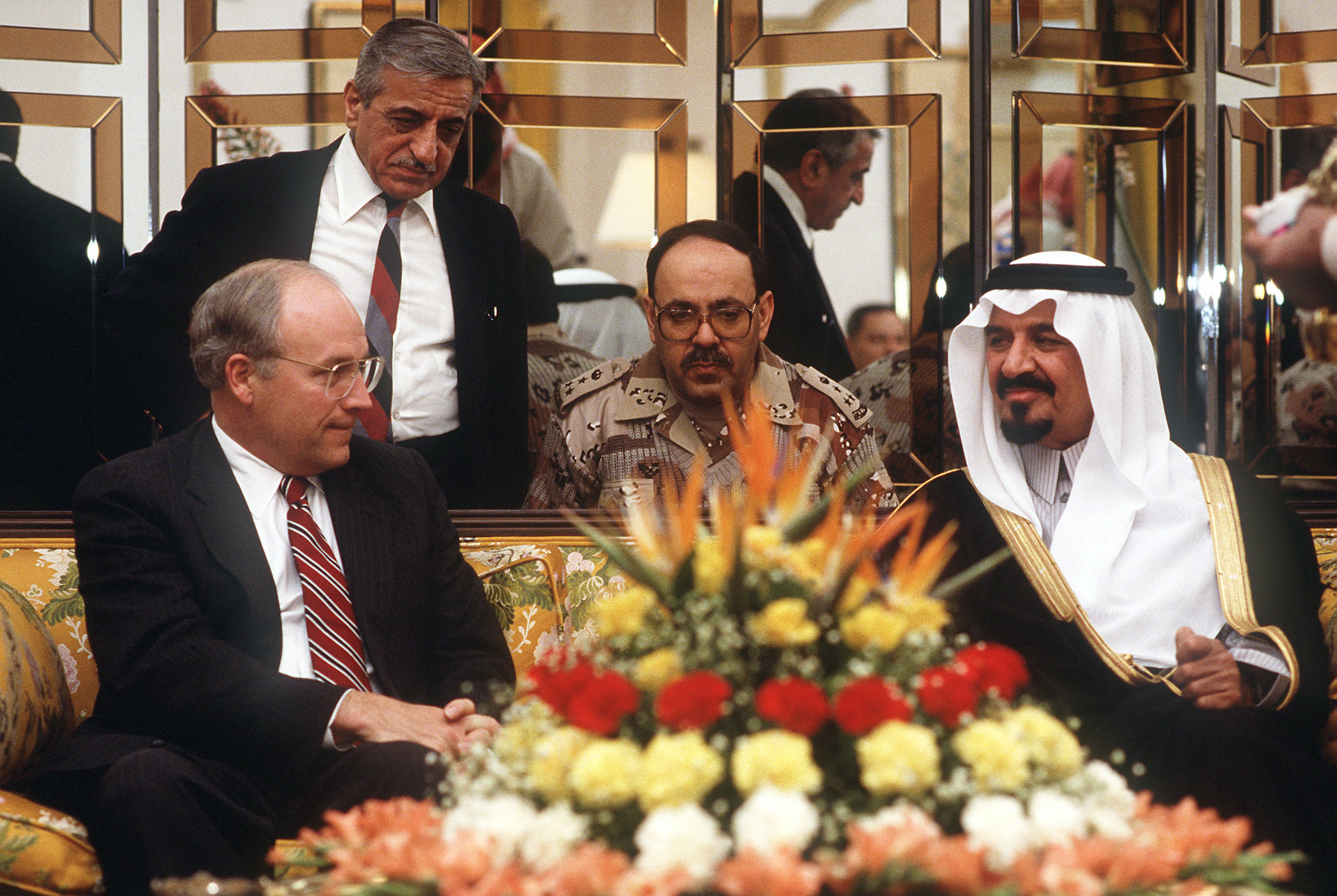
時任美国國防部長的迪克·錢尼戰前會晤沙烏地阿拉伯國防大臣蘇爾坦·本·阿卜杜勒-阿齊茲·阿紹德，後來沙烏地阿拉伯成為戰爭中美國最大幫手。

在伊朗伊斯蘭革命以前，美国和伊拉克的關係惡劣。伊拉克是苏联在中東地區的主要盟國。1979年美國將伊拉克列入支持國際恐怖主义的國家名單。两伊战争期間美伊關係逐漸改善。隨著革命後的伊朗在1982年深入伊拉克，為了防止伊朗獲勝從而输出革命到其他阿拉伯國家，美國開始對伊拉克進行援助，將其從支持國際恐怖主義的國家名單上撤除，並銷售武器給伊拉克。除了公開渠道的援助，關於中央情报局秘密指導伊拉克軍隊的猜測也廣泛流傳。
兩伊戰爭結束以後，伊拉克的经济极端恶化。而尽管伊拉克总统萨达姆·侯赛因作了外交努力试图阻止石油大量增产而导致油价下降，沙特和科威特却仍然在提高石油产量，萨达姆对此极为气愤，称为“背后捅涂了膏药的匕首”的行为。美国国会內有在外交和贸易上孤立伊拉克的趨勢。其原因包括伊拉克國內的人权狀態不佳、伊拉克對其武備的快速加強和它對以色列的敵對。許多美國左派政治家和一些新保守派政治家如保羅·沃爾福威茨反對伊拉克政府。但美國一些有聲望的議會政治家卻錯誤地低估了這個改變。比如參議員鲍勃·多尔對薩達姆說，「议会並不代表美国总统喬治·H·W·布什和美國政府的意見」，布什將否決所有對伊拉克采取制裁的行動。
1990年7月末伊拉克與科威特之間的談判停止，伊拉克在科威特邊境大量駐軍，21日萨达姆发表谈话，指责科威特在十年中不断地在相邻地区偷石油，要求科威特撤消所有外债并支付24亿美元。薩達姆·侯賽因召見美國大使阿普里爾·格拉斯皮進行一次四目談話。在這次談話中薩達姆表達了他對科威特的氣憤但表示在進行再一次談判之前，他不會對科威特用武。格拉斯皮表示美國對伊拉克在伊科邊境上的武裝力量集中表示關注，但一些伊拉克人將格拉斯皮的言談誤解為美國允許伊拉克入侵科威特，格拉斯皮說美國「對阿拉伯內部的爭執如伊科之間的邊境爭執表示中立」。為了強調這一點，她還說「詹姆斯·貝克（美国国务卿）指示我們的發言人強調這一點」。雖然格拉斯皮此後不久就離開了外交界，但美國聲明她對一切按規則處事，她沒有向薩達姆·侯賽因總統表示美國贊同伊拉克入侵科威特。但是薩達姆此時可能錯誤地理解了美國的觀點。因為在此之前不久美國也同意兩德統一，對薩達姆來說，這同樣是取消一個本來就是錯誤的國內邊境。其他一些分析家則認為這種錯覺並不存在。薩達姆只是低估了美國的實力，因此沒有認真考慮美國的態度。
1989年11月，中央情报局局長威廉·韋伯斯特與科威特特工首長會晤。伊拉克入侵科威特後聲稱獲得了一份這次會晤的備忘錄。《華盛頓郵報》報道說科威特外長在次年8月阿拉伯首腦會議上見到這份備忘錄時昏了過去。後來伊拉克以這份備忘錄為由聲稱中央情報局和科威特陰謀瓦解伊拉克的經濟和政治穩定。中央情報局和科威特稱這次會晤是日常性的，而這份備忘錄是偽造的。這部文件的摘錄如下：
|  | 我們與美國方面一致認為我們應該利用伊拉克的經濟困難來迫使該國政府同意確定我們之間的邊境。中央情報局向我們展示了他們認為是施加壓力的正確方式，他們說，我們應該廣泛地合作來使我們的行動高度配合。 |

極端作家和前美国国务院官員威廉·布魯姆在他的書《謀殺希望》中稱伊拉克關於中央情報局和科威特陰謀的理論是正確的。布魯姆說，伊拉克在不斷增強對美國在海灣地區的霸權的警告，這個陰謀是針對伊拉克的這個反美舉動的，此外它可以幫助防止預期的國防開支的縮減和增高老布什總統在國內的信譽。

## 入侵科威特
1990年8月2日伊拉克派坦克和步兵開入科威特，佔領了所有戰略要地，包括埃米爾的皇宫。科威特陸軍很快就被擊敗，但科威特空軍還有足夠的時間逃到沙特阿拉伯。伊拉克軍隊搶劫了醫用和食物儲藏，關押了上千平民和佔據了媒體。伊拉克還關押了上千西方國家訪問者作為敵對國俘虜，後來還企圖使用他們作為談判條件。在兩天的激戰後，伊拉克獲得了決定性的勝利。隨後，伊拉克馬上在科威特建立了一個傀儡的「自由科威特臨時政府」。8月8日，伊拉克正式吞併科威特，科威特成為伊拉克的第19個行省，薩達姆·侯賽因委派他的表弟阿里·哈桑·馬吉德擔任省長。
入侵數小時後，科威特和美國要求聯合國安理會召開會議，在這次會議上通過的第660號決議譴責伊拉克對科威特的入侵，要求伊拉克撤出科威特。8月3日阿拉伯聯盟也發表決議譴責伊拉克的侵略行為並要求伊拉克撤兵。阿拉伯聯盟的決議還要求在阿拉伯內部解決這場衝突，並警告外部干涉。8月6日聯合國安理會通過联合国安理会第661号决议。
美國總統布什很快就宣布美國將發動一項旨在防止伊拉克入侵沙特阿拉伯的防御行動——「沙漠盾牌行動」。8月7日美軍進駐沙特阿拉伯。8月8日伊拉克宣稱科威特的一部分劃分為巴士拉省，另一部分自立為省。
以艾森豪威爾號航空母艦和獨立號航空母艦為首的兩支美國海軍艦隊進入戰鬥地區。最後美軍在當地的駐軍達50萬人。當時軍事分析家的意見是，假如伊拉克在十月份以前入侵沙特阿拉伯的話，美軍在當地的駐軍將不足以阻擋入侵者。
聯合國安理會和阿拉伯聯盟就這場衝突發表了一系列決議，其中最重要的是11月29日的聯合國安理會第678號決議，其中設定伊拉克撤出科威特的截止日期為1991年1月15日，並授權「以一切必要手段執行第660號決議」——一種授權動武的外交語言。
时任美國國務卿詹姆斯·貝克組織了一個支援科威特王室政府的39個國家的聯盟：阿根廷、澳洲、巴林、孟加拉國、比利時、加拿大、捷克斯洛伐克、丹麥、埃及、法國、希臘、洪都拉斯、匈牙利、意大利、盧森堡、摩洛哥、荷蘭、紐西蘭、尼日爾、挪威、阿曼、巴基斯坦、菲律賓、波蘭、葡萄牙、卡塔爾、羅馬尼亞、沙地阿拉伯、塞內加爾、塞拉利昂、新加坡、南韓、西班牙、瑞典、敘利亞、土耳其、阿聯酋、英國和美國。在這場戰爭中的66萬人軍隊中美軍佔74%。
美國提出一系列原因說明其參戰理由。首先是石油對美國經濟的重要性以及美國與沙特阿拉伯長期的友好關係。但有些美國人對這個原因並不滿足，他們呼籲「不要用血換油」，這個口號後來成為美國和平組織的口號，但這場和平運動的參加者遠少於反對越南戰爭的參加者數目。後來提出的參戰原因還有伊拉克在薩達姆·侯賽因總統統治下對人權的蔑視、伊拉克可能建造核武器或其它大規模殺傷性武器以及伊拉克對科威特的侵略不能被忽略。
科威特被佔領後不久，在美國就成立了一個叫做「公民為自由科威特」的組織，這個組織用科威特政府的1100萬美元開始了一場宣傳戰。其中一個很可能是欺騙性的情節談到，伊拉克士兵將科威特嬰兒從他們的保育箱中扔出來，讓他們在醫院的地板上死去。這個情節出現在一個由多個美國電視台報道的，由美國國會舉行的關於伊拉克在科威特的暴行的聽證會上。在這次聽證會上，陳述這個情節的那個15歲的女孩後來證明是科威特駐美國大使的女兒，一位王室成員。
多個和平建議後來都未能實現。美國堅持唯一可能的和平條件是伊拉克徹底和無條件的撤出科威特。伊拉克堅持撤出科威特的條件是多國部隊從阿拉伯國家領土上的撤出，以及敘利亞同時撤出黎巴嫩和以色列同時撤出约旦河西岸、加沙地带、戈蘭高地和黎巴嫩南部。
1991年1月12日美國國會授權軍隊將伊拉克逐出科威特，此後不久聯盟的其它國家也授權它們的軍隊。

## 空戰

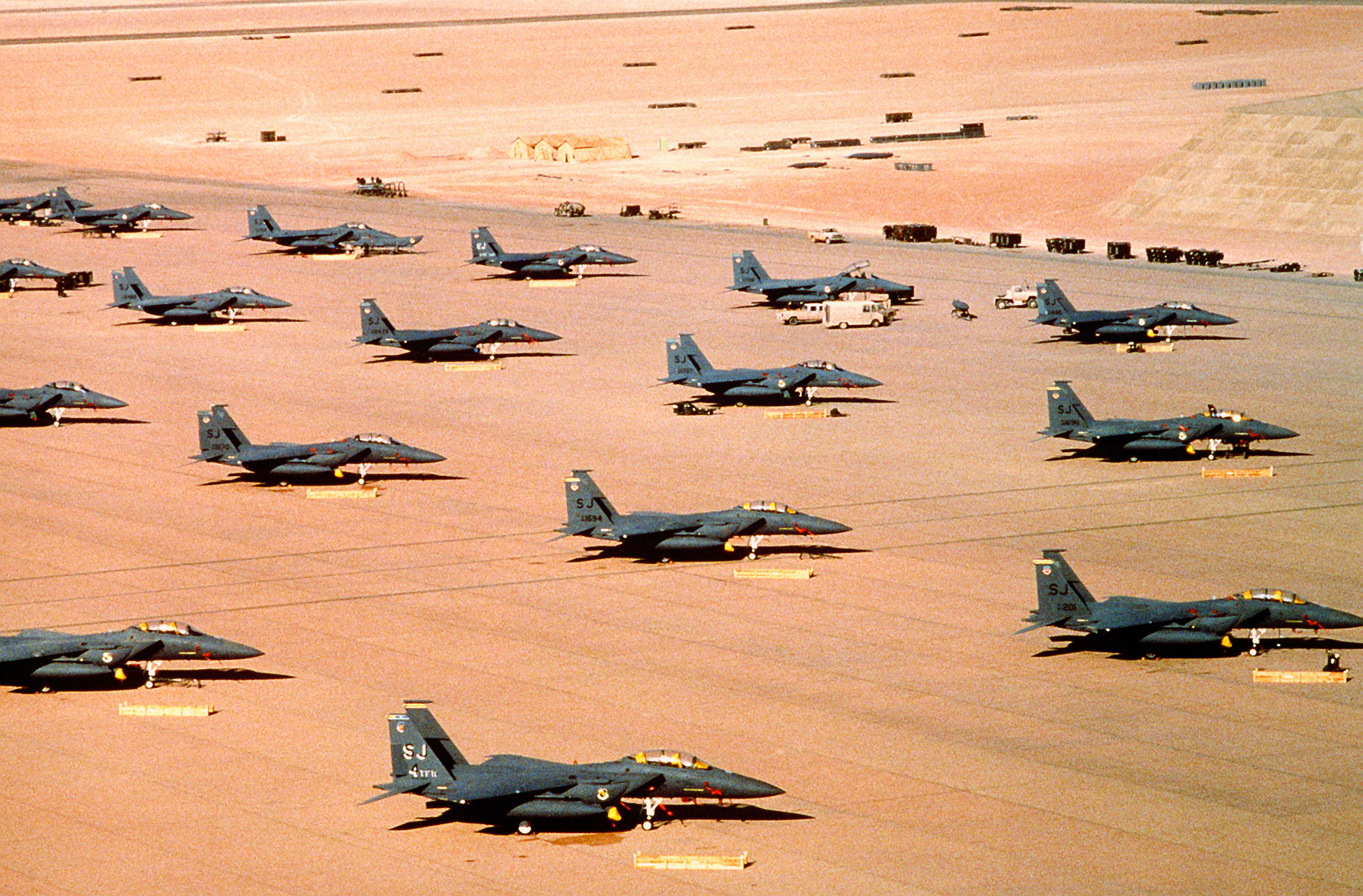
美F-15E參加1991年的沙漠風暴行动

聯合國安理會第678號決議的最後通牒過期後，1991年1月17日，聯軍開始執行名為「沙漠風暴行動」的強烈空襲，每天的攻擊次數上千。使用的武器有制導炸彈、集束炸彈、空气炸弹和巡航導彈。相應地伊拉克次日向以色列發射了8顆飛毛腿導彈。盟軍的首要目標是摧毀伊拉克的空軍和防空設施，這個任務很快就完成了，在此後的戰爭期間盟軍空軍幾乎暢通無阻。雖然伊拉克的防空能力比預期的要好，但在戰爭第一天盟軍只損失了一架隸屬於VFA-81「劃日者」的F/A-18C戰鬥機（機號AA403），遭伊拉克空軍的MIG-25 PD戰鬥機擊落。在這段時間裡F-117夜鷹攻擊機被多次使用來消滅伊拉克的地對空導彈和其它防空武器。這些武器被消滅後，盟軍的其它飛機的行動就安全得多了。大多數飛機是從沙特阿拉伯和盟軍在波斯灣的六艘航空母艦上起飛的。
盟軍的下一個目標是指揮和通訊設施。整體而言，薩達姆在兩伊戰爭中親自部署，對他的軍隊的指揮非常詳細，致使小部隊自己的主動性幾乎全部喪失。而這一決定造成後來的損失，反之盟軍戰略家當初正是希望建立在假如伊拉克的集權的指揮和控制系統被摧毀之上，而的確它的抵抗力就被大為削減。戰爭的第一個星期中伊拉克進行了幾次攻擊，但其效果甚小，38架伊拉克米格機被盟軍飛機擊落，此後伊拉克空軍開始逃往伊朗。
空戰的第三個和最大的一個目標是打擊伊拉克和科威特的軍事目標。約三分之一的盟軍空襲是為了消滅伊拉克的飛毛腿導彈。此外軍民雙用的設施也被襲擊：發電廠、通訊設施、港口、煉油廠、鐵路和橋樑。兩座核電廠也被攻擊，這違反了聯合國大会第45/52號禁止進攻核反應爐的決議。伊拉克全國各地的電廠都遭破壞。戰後伊拉克的發電力只有戰前的4%。所有水壩和大多數重要的泵水站和許多污水處理站被炸燬。在大多數情況下盟軍試圖不攻擊只被民用的設施。1991年2月13日，兩顆雷射引導的精靈炸彈擊中了巴格達郊外的一個防空洞，上百伊拉克平民因此喪生。儘管美國官方提出證據声称該防空洞是一個軍用通訊中心，但戰地記者未能發現任何跡象說明這是真的。
伊拉克向盟軍在沙特阿拉伯的基地和向以色列發射了飛毛腿導彈，希望將以色列捲入這場戰爭而迫使其它阿拉伯國家退出這場戰爭。鉴于以色列参战会发展成阿拉伯国家的紧张关系，美国要求以色列不加以干涉，并对以色列提供有限度的MIM-104爱国者导弹以防禦伊拉克的彈道飛彈襲擊，美国之后投入大批人力及資源搜索彈道飛彈發射車，並展开对伊拉克地對地导弹系统的破坏行动，最终伊拉克的戰略目的未能成功。以色列沒有參加入盟軍，而除約旦外所有阿拉伯國家皆留在同盟中。而約旦始終保持中立。1月29日，伊拉克3個師用坦克和步兵佔領沙特阿拉伯城市卡夫吉。但兩天後伊拉克軍隊被在強大的空軍掩護下的美國海軍陸戰隊和沙特阿拉伯軍隊逐出。

## 陸戰

1991年2月24日至28日在沙漠风暴行动期间联军地面部队的推进。

1991年2月22日伊拉克同意一個由蘇聯提出的停火協議。這個協議要求伊拉克在三周內退回到戰前的位置和完全停火，此外聯合國安理會觀察撤兵和停火。美國拒絕了這個建議但表示回退的伊拉克軍隊將不被攻擊並限令伊拉克於24小時內撤兵。
2月24日，美軍開始了被稱為「沙漠軍刀」的陸戰行動。攻擊分三路。美軍第1及第2海軍陸戰師在第2裝甲師第一旅的配合下，由東面攻入科威特境内，并迅速解放科威特。
而主力由美國第7軍的五個部隊——第1步兵師、第1騎兵師，第1裝甲師、第3裝甲師、和第2裝甲騎兵團，以及英軍駐德部隊的第1裝甲師組成。向伊南部地區實施迂迴攻擊，繞過伊軍的重點防區，直接進入伊拉克西部沙漠。圍殲伊拉克共和國衛隊。2月26日，作為前導部隊第2裝甲騎兵團在东经73度遇上了塔瓦卡那（Tawalkna,依賴真主師）師的兩個旅。最終，第2裝甲騎兵團得到決定性的勝利，摧毀了完整的第37裝甲旅及第18機步旅。在突破塔瓦卡那師的防線後，第7軍連續快速推進。2月27日爆發最大坦克戰役，美英聯軍在伊南的諾福克對決約12個師的伊拉克軍。英第1裝甲師這97小時奔襲217英哩，在戰鬥中殲滅伊拉克第26, 48, 31, 25四個師、重創第52裝甲師；2個師的共和國衛隊也在美第3裝甲師炮火中成為灰燼，此役聯軍共消滅8個師並摧毀850輛坦克，自已僅損失23輛M1A1坦克。

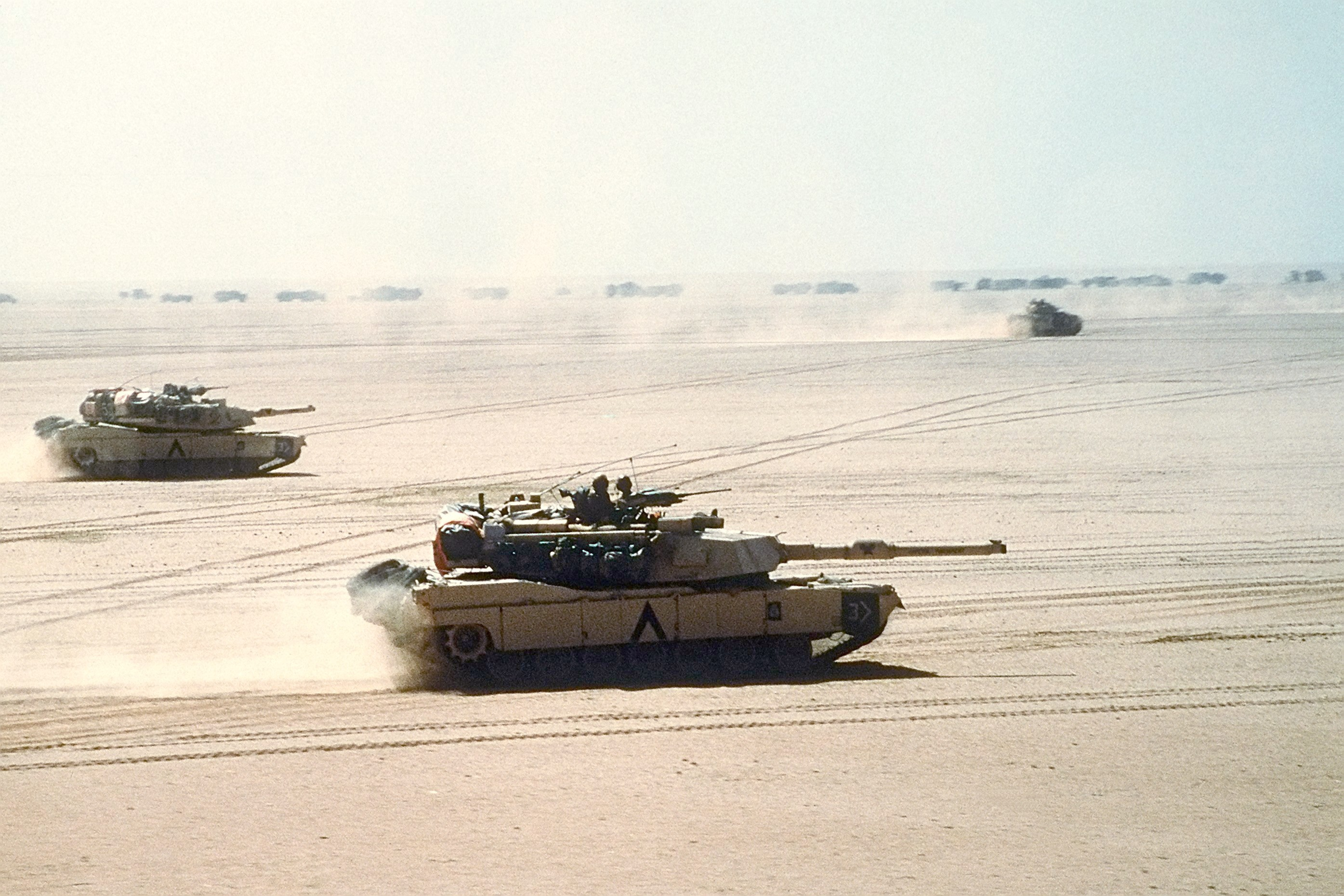
正在推進的M1艾布蘭主力戰車

同時，美國第18空降軍發起一個籠統的“左鉤拳”向伊拉克幼發拉底河谷發動攻擊。切斷了巴士拉周圍及其以南的那些伊軍共和國衛隊的退路，並使薩達姆在巴格達地區的部隊無法南下增援或向科威特戰區伊軍提供接濟。
由于伊拉克庞大的化学武器库存，以及在两伊战争中大规模使用化学武器的前科，美軍認為伊拉克有可能使用化學武器。科林·鮑威爾後來建議在這種极端情況下美軍可以炸開底格里斯河和幼發拉底河上的大壩来水淹巴格達。但這個建議未被采納。美國一開始希望薩達姆會被內部政變推翻。中央情報局被授權在伊拉克內部挑撥動亂。但當伊拉克南部人民開始暴動反對薩達姆時，美國沒有支持他們，因為其它同盟者反對入侵伊拉克。結果是這場暴亂被血腥鎮壓。而且中央情報局中負責組織暴亂的人被撤職並被指責「違反了不許組織暴亂的命令」。
在他們1998年共同寫的書《改變世界》中老布什和布倫特·斯考克羅夫特討論過改變伊拉克政府的問題：
假如我們在1991年消滅薩達姆政府，將陸戰改為入侵伊拉克的話，那麼我們將違反我們的不在行動中改變目標的宗旨，進入目標滑動的狀態，其結果是不可估算的人道和政治代價……我們將不得不佔領巴格達和整個伊拉克。同盟將立刻解散，阿拉伯國家會憤怒地離開我們，其它同盟國也會離開。在這種情況下我們沒有任何可行的，不違反我們的原則的「逃避計劃」……假如我們入侵的話，美國可能今天還是一個敵對國的佔領者。其結果——可能是悲慘的結果——將是另一個樣子。
伊拉克沒有使用化學武器，而盟軍的進展也比美國將軍估計的要快。2月26日伊拉克軍隊開始退出科威特，他們撤出時將科威特油田點燃。在從科威特通向伊拉克的高速公路上伊拉克軍隊和伊拉克和巴勒斯坦平民組成了一條長龍。這支隊伍被盟軍飛機猛烈轟炸以至於它獲得了「死亡公路」的外號。陸戰開始後100小時布什總統宣布停火，2月27日他宣布科威特被解放。記者西摩·赫什稱停火被宣布兩天後一支由巴里·邁卡弗里指揮的美軍系統地屠殺撤退的伊拉克軍隊和一些平民。邁卡弗里自己否認這個事件，在後來美國陸軍的調查中邁卡弗里被證實無罪。
和平談判是在被佔領的伊拉克土地上進行的。在這個會議上，伊拉克被准許在它的邊界內使用武裝直升機。此後不久，這些直升飛機和其它部隊被用來打擊南部的叛亂。在北方，庫爾德人的領導人相信了美國關於支持人民起義的號召開始武裝暴亂，並希望以此激起一次政變。但當美國不進行干涉時，伊拉克軍人保持他們的忠誠並嚴重地打擊了庫爾德人的軍隊。上百萬庫爾德人逃過土耳其和伊朗的邊境。後來這些事件被用來建立伊拉克南部和北部的禁飛地帶。在科威特，埃米爾的獨裁政府被恢復。被懷疑為伊拉克合作者的人，尤其巴勒斯坦人受到特別法庭調查。最後40萬以上的人被逐出境。
1991年3月10日，「告別沙漠行動」開始，美軍從波斯灣撤離54萬軍隊。

## 傷亡數字
關於海灣戰爭的傷亡數字有爭議。盟軍死亡人數可能是378人，其中美軍阵亡148人，非戰鬥死亡145人。英軍死亡47人，阿拉伯軍隊死亡40人，法軍損失2人。盟軍死亡最多的是在1991年2月25日，該日一顆伊拉克飛毛腿導彈擊中一個美國兵營造成28個美軍預備隊員死亡。盟軍受傷人數可能少於1000人。伊拉克傷亡人數的爭議比較大。有些估計說少於1500人死亡，有些說約20萬死亡。大多數學者認為死亡人數在2.5萬到7.5萬之間。受傷人數也不清楚。被美軍俘虜的伊拉克人為7.1萬。估計的伊拉克平民死亡人數從100人到超過20萬人不等。
此外戰後的狀態造成更多伊拉克人死亡。戰後對伊拉克的制裁可能也導致了約200萬人死亡，其中半數是兒童。從海灣戰爭結束到美伊戰爭開始美軍和英軍空軍幾乎每個月都對伊拉克境內禁飛地帶及其附近進行攻擊。

## 開支
美國國會於1992年4月計算的美國的戰爭開支為611億美元。有其他人估計為710億美元。世界各地其它國家共支付了約530億美元：科威特、沙特阿拉伯和其它海灣國家支付360億美元，德國和日本支付160億美元（德国和日本因宪法限制而並未派出戰鬥部队）。約25%的沙特阿拉伯的支付是以對部隊提供服務、補給和運輸的方式支付的。
美軍部队数量在联军中佔74%，因此支出费用也更高。
此外，英屬香港亦曾打算向宗主國捐贈部分戰爭開支，但議員普遍反對，最後亦因而不了了之。

## 經濟損失
1991上半年歐美旅遊生意損失估計高達300多億。

## 媒體
海灣戰爭也是一場「媒體戰」。戰爭不再是來自遙遠地方的新聞故事，首次世界各地的人可以直接在電視前看到導彈擊中它們的目標或從軍艦上發射的戰鬥實況轉播。盟軍非常願意顯示他們武器的精確性。
美國政府對新聞自由的限制卻比越南戰爭嚴格。大多數新聞報導來自軍隊組織的新聞發布會。只有被選出的記者被允許訪問前線和採訪士兵。採訪時始終有軍官在旁，採訪前必須獲得軍隊批准，採訪後受軍隊檢查。對外宣稱這些措施是為了防止伊拉克獲得機密情報，但實際上它被用來防止顯露政治上不利的情報。這個政策是在越南戰爭後被施用的，在越南戰爭中，對自己政治上不利的報導導致了美國國內對該戰爭的公眾反對，最終導致美軍崩潰與撤軍。
同時，對這次戰爭的報導的即時性也是前無所有的。許多美國記者在戰時留在伊拉克首都巴格達。入擊導彈的圖像在晚上的電視新聞中就可以看到。一支英國電視台的記者組在前線上跟隨軍隊，在盟軍到達科威特的前一天進城，然後在第二天報導阿拉伯軍隊進入該城。

## 後續
伊拉克南部和北部的起義被打擊後，在伊拉克南部和北部建立了保護當地居民的禁飛地帶。美國和英國控制這些禁飛地帶。平均每過兩天有炸彈投下。但大多數炸彈是在1996年9月中的數周的所謂的「沙漠襲擊行動」和1998年12月的「沙漠之狐行動」中投下的。

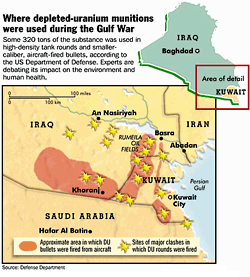
盟軍使用貧鈾彈頭大概范圍。

伊拉克境內基礎設施的破壞涉及到了它的居民的生活。戰後數年後伊拉克的發電量還不到戰前的四分之一。對污水處理設施的破壞導致污水進入底格里斯河，而平民從該河中吸取飲用水，這導致了許多疾病。
戰後對伊拉克的經濟制裁依然有效，取消經濟制裁的條件是武備檢查認為伊拉克滿足其要求，而伊拉克政府始終沒有完全與武備檢查合作。伊拉克被允許在聯合國石油换食品计划中出口一定的產品。1998年聯合國兒童基金會報告說這個制裁導致兒童死亡率提高到每年9萬。對伊拉克的制裁和美國在沙特阿拉伯的駐軍使美國在阿拉伯世界的聲望大為降低。
為了檢查伊拉克是否遵守對它施加的大殺傷武器和彈道導彈的限制聯合國建立了一個特別委員會。伊拉克接受了一些武備檢查，否定了一些其它的檢查。檢查組在一處發現一些生物武器計劃的跡象，在許多其它地方發現了不符合規定的地方。
1997年伊拉克將所有檢查組成員驅逐出境，理由是美國利用這個檢查組來搞間諜活動。1997年到1999年間檢查組在非常艱苦的條件下重返伊拉克。1999年，這個檢查組被另一個檢查組取代。2002年，伊拉克，尤其是薩達姆·侯賽因，成為美國反恐戰爭的目標，這最終導致了2003年的美伊戰爭。
許多從海灣戰爭返回的士兵說他們獲病，後來這個病被稱為波斯灣戰爭症候群。參戰士兵家庭中的嬰兒中有很高的一部分有嚴重的智力缺陷或病症。這些病症和出生缺陷的原因還不清楚和有爭議。一個1994年發表的報告稱士兵接觸到21種可能影響生育的毒物。其中包括武器中有貧鈾、油田大火和炭疽疫苗。
海灣戰爭的一個關鍵結果是極端伊斯蘭主義的復活。薩達姆政府的改向伊斯蘭教方向並未能為它帶來多少支持者，但沙特阿拉伯依靠美國的支持，以及沙特阿拉伯被看做與以色列站在一個戰線上使得其政府的合法性大大降低。伊斯蘭主義者反對沙特阿拉伯政府的活動大大加強。為了贏得伊斯蘭主義者的支持，沙特政府花巨資支持可能會支持它的組織。在新建立的中亞國家中沙特阿拉伯政府向極端組織分發上百萬古蘭經，建造了上百座清真寺。在阿富汗內戰中沙特阿拉伯成為塔利班最大的資助者。

## 技術

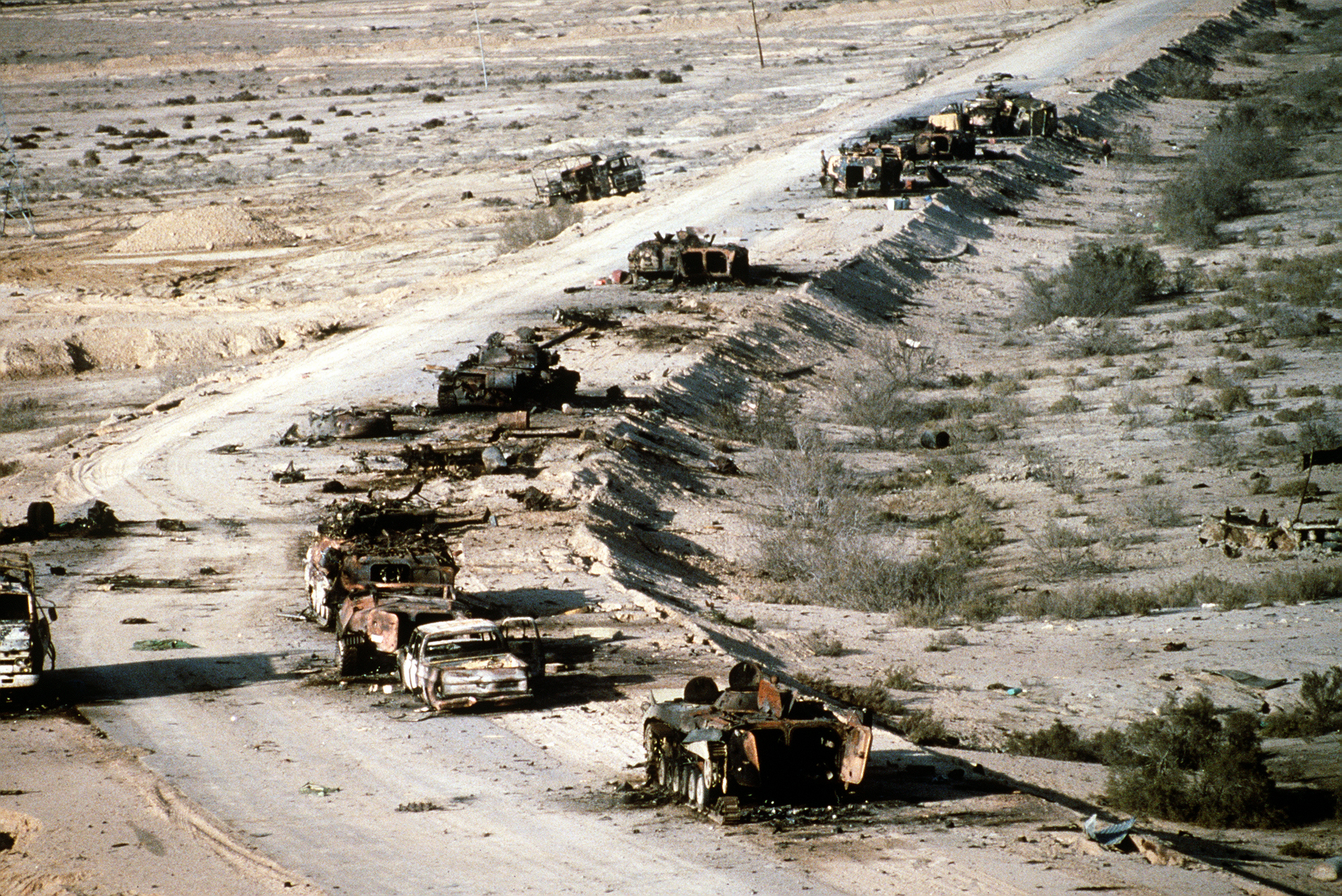
伊拉克車隊被集束炸彈毀掉

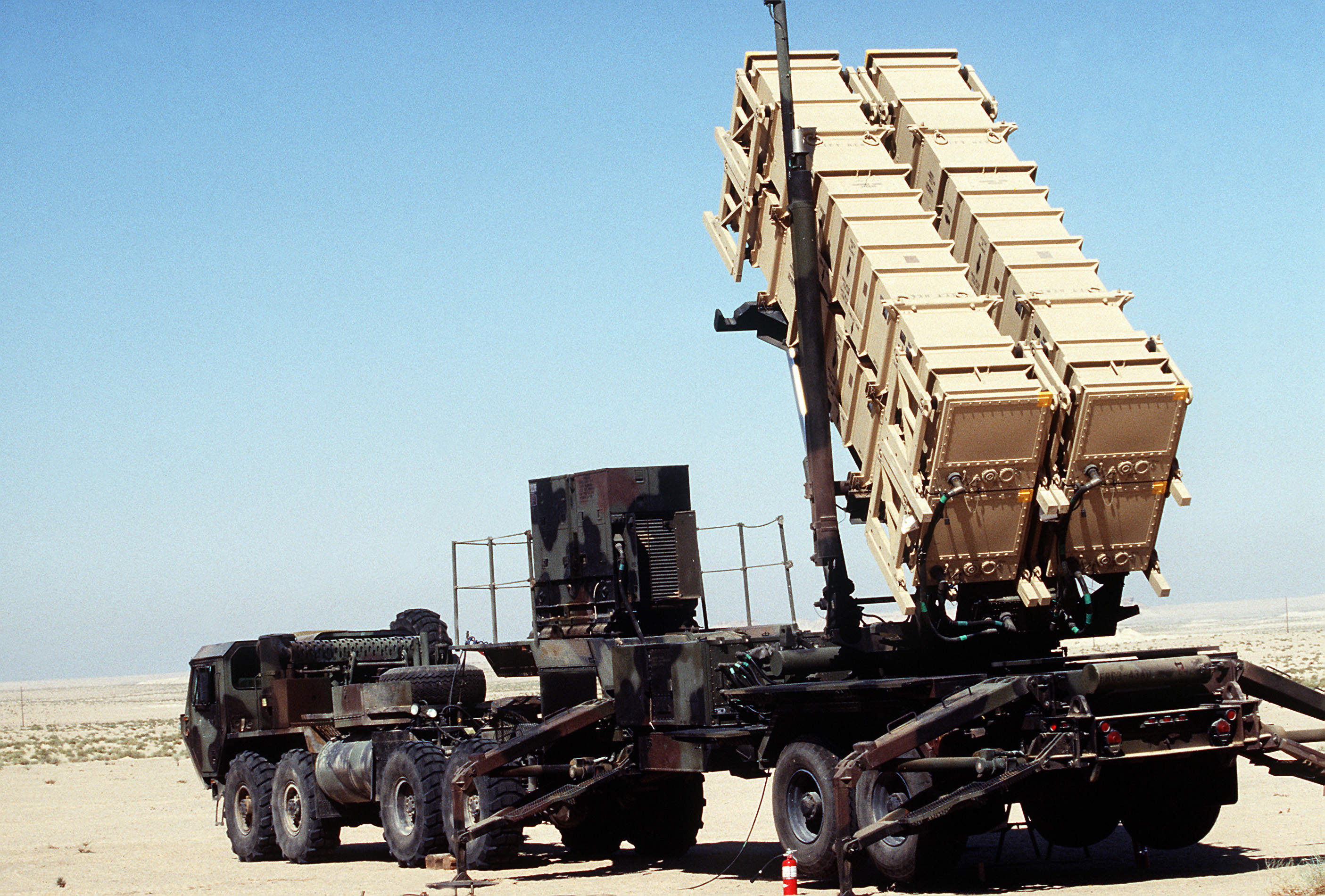
沙漠風暴行動中愛國者飛彈架設於HEMTT平台

精確制導武器（PGM，也被稱為「制導彈藥」）被宣傳為這場戰爭的重要武器，因為它們可以容許大規模轟炸而同時降低平民傷亡。這些武器中包括美國空軍使用的導彈AGM-130。新聞記者史無前例的可以在他們的飯店裡看著這些導彈飛過襲擊巴格達市內的建築。這些武器佔盟軍所投的炸彈的7.4%。此外集束炸彈也被使用。這些炸彈被投下後分裂為多個小炸彈。空爆炸彈是一種1.5萬磅炸彈，它可以粉碎數百尺內所有的東西。
伊拉克對沙特阿拉伯和以色列發射的飛毛腿導彈是一種低科技武器。有人擔心這些導彈會攜帶化學或生物武器，但無論伊拉克是否擁有這些生化武器，它們都沒有被使用。
美國的愛國者導彈第一次在戰時被使用。美國軍方聲稱他們將多枚飛毛腿導彈在飛行中擊落。後來證明愛國者導彈對於聯軍的保護主要是心理上的。其實際攔截效率很難確定，最低的一種估計甚至認為只有為9%。而美國軍方始終堅持愛國者導彈在海灣戰爭中的表現是「奇蹟般的」。
全球定位系統的使用使得盟軍單位得以在不被敵人發現的情況下穿越沙漠。空中預警機以及衛星通信系統也非常重要。
1990年當時電子產品還是稀奇的東西，但是美軍在本次戰爭中已然大量採用信息化戰術，將不同渠道收集到的情報用電腦有系統地整合、分析再制定方案並用先進的移動通訊科技收放資訊，只有目標存在才打擊，避免了白白轟炸各種建築物，使得自己的攻擊有如手術刀般精準有效，而面對敵方反擊時可以及早通知相關單位，預先派出空中支援打擊或者調離相關單位讓敵人撲空，同時還運用電腦病毒等打擊伊軍的傳真系統。故縱使當時伊拉克有基本的電子技術，相對強大的陸軍、完善的防禦工事及防空系統，仍被盟軍唯快不破的戰法，極速徹底肢解伊拉克軍隊的防守，震驚世界。使得日後各國軍隊都開始建立即時情報的且軍事安全規格的信息化系統，掀起新一波的軍事改革。這些科技日後亦間接推動民用信息化科技應用。

## 使用武器

### 伊拉克

#### 空軍
- 幻象F1
- MiG-25
- MiG-27
- MiG-29
- Mi-18等

#### 陸軍
- T-55
- T-62
- T-72
- 69-II
- BMP-1
- BMP-2
- ISU-152
- AK-47突擊步槍
- 陸基飛毛腿飛彈
- 車載飛毛腿飛彈
- 肩射防空飛彈
- 各式反坦克武器
- 人員殺傷地雷等

### 多國盟軍

#### 空軍
- F-14（美）
- F-15系列（美）
- F-16戰鬥機（美）
- F-18大黃蜂戰鬥機（美）
- F-117夜鷹戰鬥機（美）
- B-52同温层堡垒轰炸机（美）
- F-111（美）
- A-10（美）
- AC-130空中砲艇（美）
- 龍捲風戰機（英、意）
- 布萊克本掠奪者攻擊機（英）
- 勝利者空中加油機（英语：Handley Page Victor）（英）
- VC-10空中加油機（英语：Vickers VC10）（英）
- 山貓式直升機（英）
- 美洲豹戰鬥機（英、西、法）
- F-5E（沙特）
- 幻象F1戰鬥機（法）
- 幻象2000（法）
- AH-64（美、阿）
- F-4（英、美）
- AH-1（美、阿、英、西）

#### 陸軍
- AMX-30主力戰車(法、卡達)
- M1艾布蘭主力戰車(美)
- M2布雷德利(美)
- 百夫长坦克(英)
- 挑戰者1式戰車(英)
- M113装甲运兵车(阿)
- 悍馬 (軍用汽車)(美、阿、英)
- M270多管火箭系统
- 愛國者飛彈
- M109自走砲(美)
- 各式加農砲與機槍等。

#### 海軍
- 美軍第六艦隊
- 沙烏地阿拉伯海軍
- 英國皇家海軍
- 西班牙海軍
- 法國海軍等

#### 炸彈和飛彈
- 精確導引武器
- 艦射戰斧巡弋飛彈
- 潛射戰斧巡弋飛彈
- AGM-65小牛飛彈
- AGM-84魚叉反艦飛彈
- AGM-45百舌鸟导弹
- 雲母集束炸彈
- AIM-9響尾蛇飛彈
- AIM-7麻雀飛彈
- 天閃空對空飛彈
- AGM-88反輻射飛彈

## 相關文藝作品

### 電影
- 火線勇氣（Courage Under Fire, 1996）
- 奪寶大作戰（Three Kings, 1999）
- 鍋蓋頭（Jarhead, 2005）
- 幽靈（DCS 微型電影）（THE GHOST, 2021）